# Margarita Cueto
Margarita Cueto Álvarez (Puebla de Zaragoza, Mèxic, 10 de juny de 1900 - Ciutat de Mèxic, 19 de març de 1977) fou una soprano mexicana, cèlebre pels seus duos per la RCA Víctor amb el seu compatriota Juan Arvizu.

## Trajectòria
Es va formar en l'Acadèmia de Santa Cecília de la seva ciutat natal, Puebla, on estudià solfeig i piano. Després es traslladà a la Ciutat de Mèxic a perfeccionar els seus coneixements amb el mestre Enrique Rosete.
La dècada del 1920 començà la seva incursió en el camp de l'òpera, debutant el 1924 amb el paper d'Aida en la cèlebre òpera homònima de Giuseppe Verdi, en el desaparegut Teatre Abreu de la Ciutat de Mèxic. Al llarg de la seva carrera va compartir escenari amb veus de la talla de María Luisa Escobar, Alberto Saint i Rodolfo Clots.
Aviat signà el seu contracte amb la casa RCA Víctor, per a la qual enregistrà durant la dècades del 1920 i del 1930. La seva prodigiosa veu era ideal per registrar pràcticament qualsevol tipus de gènere: des de les sarsueles i operetes lleugeres a la música popular llatinoamericana. Va ser una cantant prolífica i amb una tècnica envejable, que la va portar a gravar amb cantants de la talla de l'esmentat Arvizu, de Carlos Mejía, Juan Pulido, José Moriche, Arturo Patiño, Jorge Añez, Luis Álvarez, Tito Guizar, Evaristo Flórez, Carlos Contreras, Rodolfo Ducal, Perla Violeta Amado i Carmen García Cornejo, entre d'altres. Va fer més de dos mil enregistraments.
En 1925 arribà als Estats Units d'Amèrica amb una companyia d'òpera mexicana, que va actuar a Pittsburgh en concerts d'àries operístiques. Es va establir a Nova York, on apareix al cens de la ciutat del 1930 a la 7a Avinguda amb antiguitat des de 1925 i com a treballadora de ràdio. La gira va continuar per altres poblacions estatunidenques, com ara Buffalo. Va continuar les gires pels EUA durant els anys 1926, 1927 i 1929, amb Ernesto Lecuona en aquest darrer any. La seva fama va fer que el president dels Estats Units, Herbert Clarke Hoover, la convidés a cantar a la Casa Blanca de Washington DC. Es va fer molt famosa també per les cançons populars que havia enregistrat pel segell RCA Víctor. Es va casar amb l'espanyol Andrés Garmendia Montblanch el 8 de novembre de 1930 a Nova York.
La seva qualitat musical la va portar a fer una gira per Europa en companyia de mestres de la talla del cubà Ernesto Lecuona. A Barcelona va cantar al Gran Teatre del Liceu en la Temporada 1931-1932, on va interpretar el gener de 1932 les òperes Tosca de Puccini i Faust de Charles Gounod. A continuació actuà al Teatre Novedades de Barcelona en l'òpera Bohemios d'Amadeu Vives i en la sarsuela El dúo de la Africana, amb música de Manuel Fernández Caballero. Va marxar després a Madrid, en una companyia contractada pel Teatre Líric Nacional, on hi figuraven alguns dels millors cantants de l'època; Mercè Capsir, Maria Espinalt, Hipòlit Lázaro i Miguel Fleta. El 20 d'octubre de 1932 debutava a la ciutat en Las golondrinas de José María Usandizaga, amb Carlo Morelli i Laura Nieto. Arran d'aquesta representació, mentre que alguns diaris elogiaven la seva actuació, el magazín d'espectacles Sparta deia de la cantant: «Margarita Cueto, sense veu i sense figura, i per rematar espantosament vestida». Fixada la residència a Madrid, va participar en diferents concerts de saló i programes de ràdio al llarg dels anys 1933 i 1934. El maig de 1934 el matrimoni Garmendia-Cueto tornava a Nova York.
Un cop retirada dels escenaris, Cueto va continuar a Mèxic la seva tasca principalment com a docent lírica.
Els duos de Margarita Cueto i Juan Arvizu van ser molt populars en països de l'Amèrica del Sud com ara Colòmbia, on van fer diverses actuacions durant les dècades del 1920 i del 1930.